# Tunneldal

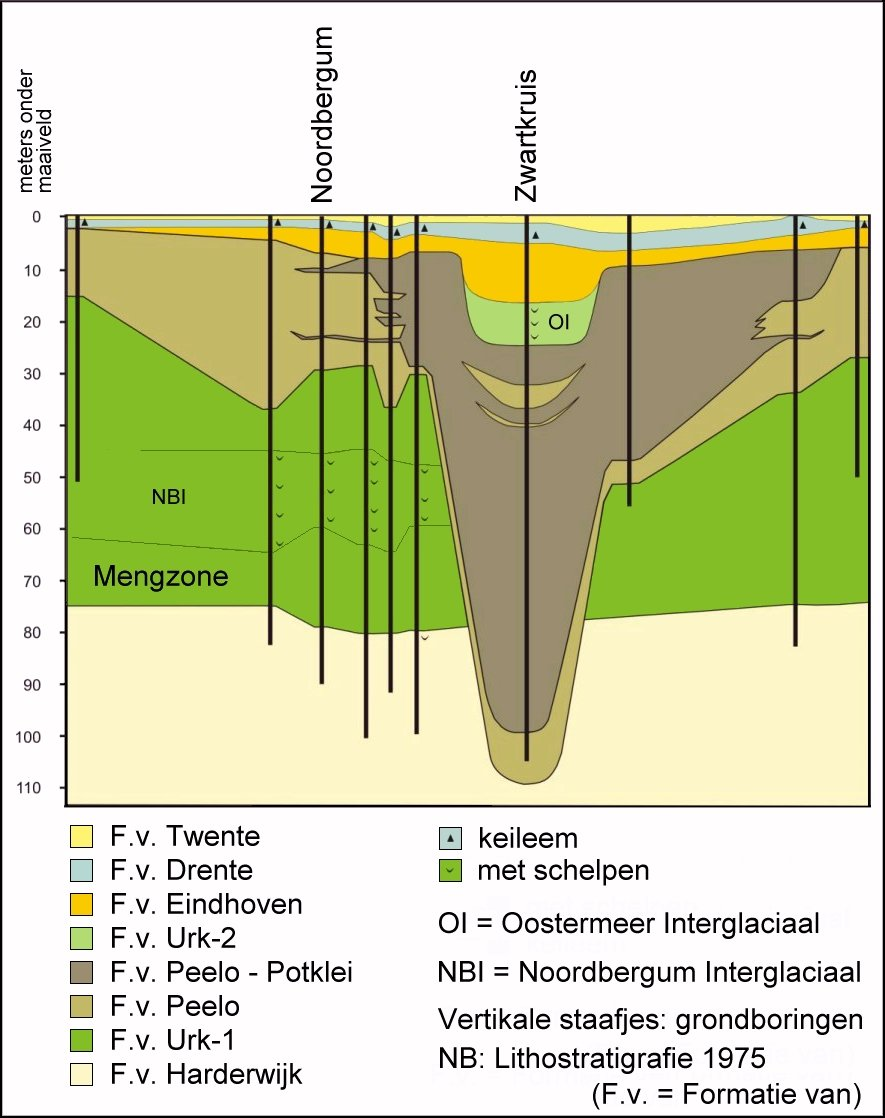
Geologisch profiel door het opgevulde tunneldal bij Noordbergum, Nederland
Let op: hier is de oude lithostratigrafie gebruikt

Een tunneldal is een grootschalig smeltwaterdal, dat in bedrock of sediment ingesneden is. Tunneldalen kunnen alleen of in anastomoserende of dendritische systemen voorkomen. Ze worden aangetroffen in gebieden die gedurende het Pleistoceen met ijs bedekt zijn geweest. Tunneldalen zijn vaak geheel of gedeeltelijk opgevuld met sediment, dit kan glaciaal, glaciofluviaal, glaciolacustrien, glaciomarien of enig ander sediment betreffen. In het geval dat het dal geheel is opgevuld, is het mogelijk dat er aan de oppervlakte geen duidelijke landschapskenmerken zichtbaar zijn.

## Ontstaan
Al aan het begin van de 20e eeuw werd de vorming van tunneldalen toegeschreven aan subglaciaal smeltwater. Door de hoge druk onder een ijskap zou de hydrostatische druk van het water toenemen, waardoor ook het erosieve vermogen van het smeltwater toeneemt. Tevens was duidelijk dat het geen toeval is dat tunneldalen vaak eindigen bij grote morenecomplexen, waar ze dikwijls overgaan in subaërische ijs-contactwaaiers. De exacte processen die aan de dalen ten grondslag liggen zijn echter moeilijker te achterhalen. Zo is het niet duidelijk of ze geleidelijk zijn gevormd, of dat ze als gevolg catastrofale smeltwater-events zijn ontstaan.